# Gobierno de Cataluña 2010 - 2012
Es el gobierno de la Generalidad de Cataluña entre el período de 2010 y 2012 correspondiendo a la IX legislatura del periodo democrático. Este gobierno sucedió al Gobierno de Cataluña 2006 - 2010 presidido por José Montilla (PSC)

## Cronología
Después de las elecciones al Parlamento de Cataluña en 2010, Artur Mas fue nombrado 129 Presidente de la Generalidad de Cataluña con el apoyo de sus 62 diputados y la abstención de los 28 del PSC. El 27 de diciembre presentó el gobierno formado por 11 Consejerías y una Vicepresidencia. 
Este gobierno no sufrió modificaciones durante los 2 años que duró la legislatura ya que el 25 de septiembre de 2012 Artur Mas convocó elecciones anticipadas para el 25 de noviembre de ese mismo año dando paso al Gobierno de Cataluña 2012 - 2015.

## Estructura del gobierno
|                                                                               |                               |                                                                                |                                      |
| ← Gobierno de Artur Mas → (29 de diciembre de 2010 - 25 de noviembre de 2012) |                               |                                                                                |                                      |
| Partido político                                                              |                               | Convergencia Democrática de Cataluña                                           | Convergencia Democrática de Cataluña |
| Partido político                                                              | Unión Democrática de Cataluña |                                                                                |                                      |
| Partido político                                                              | Independiente                 |                                                                                |                                      |
| Presidencia                                                                   |                               |                                                                                |                                      |
| Presidencia de la Generalidad                                                 |                               | Artur Mas 29 de diciembre de 2010-25 de noviembre de 2012                      |                                      |
| Vicepresidencia                                                               |                               |                                                                                |                                      |
| Vicepresidencia de la Generalidad                                             |                               | Joana Ortega 29 de diciembre de 2010-25 de noviembre de 2012                   |                                      |
| Consejerías                                                                   |                               |                                                                                |                                      |
| Gobernación y Relaciones Institucionales                                      |                               | Joana Ortega 29 de diciembre de 2010-25 de noviembre de 2012                   |                                      |
| Economía y Conocimiento                                                       |                               | Andreu Mas-Colell 29 de diciembre de 2010-25 de noviembre de 2012              |                                      |
| Enseñanza                                                                     |                               | Irene Rigau 29 de diciembre de 2010-25 de noviembre de 2012                    |                                      |
| Salud                                                                         |                               | Boi Ruiz 29 de diciembre de 2010-25 de noviembre de 2012                       |                                      |
| Interior                                                                      |                               | Felip Puig 29 de diciembre de 2010-25 de noviembre de 2012                     |                                      |
| Territorio y Sostenibilidad                                                   |                               | Lluís Recoder 29 de diciembre de 2010-25 de noviembre de 2012                  |                                      |
| Cultura                                                                       |                               | Ferran Mascarell 29 de diciembre de 2010-25 de noviembre de 2012               |                                      |
| Agricultura,Ganadería, Pesca, Alimentación y Medio Natural                    |                               | Josep Maria Pelegrí 29 de diciembre de 2010-25 de noviembre de 2012            |                                      |
| Bienestar Social y Familia                                                    |                               | Josep Lluís Cleries i Gonzàlez 29 de diciembre de 2010-25 de noviembre de 2012 |                                      |
| Empresa y Ocupación                                                           |                               | Francesc Xavier Mena i López 29 de diciembre de 2010-25 de noviembre de 2012   |                                      |
| Justicia                                                                      |                               | Pilar Fernández i Bozal 29 de diciembre de 2010-25 de noviembre de 2012        |                                      |
| Secretaria del Gobierno                                                       |                               |                                                                                |                                      |
| Secretario del Gobierno                                                       |                               | Germà Gordó 29 de diciembre de 2010-25 de noviembre de 2012                    |                                      |
| Portavocía del Gobierno                                                       |                               |                                                                                |                                      |
| Portavoz del Gobierno                                                         |                               | Francesc Homs i Molist 29 de diciembre de 2010-25 de noviembre de 2012         |                                      |